# 高萩市消防本部
高萩市消防本部（たかはぎししょうぼうほんぶ）は、茨城県高萩市の消防部局（消防本部）。管轄区域は高萩市全域。

## 概要
- 消防本部： 高萩市東本町3丁目11番地
- 管内面積：193.58km2
- 職員数：60人
- 消防署1カ所

### 主力機械
2019年3月31日現在
- 水槽付消防ポンプ自動車：3
- 屈折はしご付消防自動車：1
- 救助工作車：1
- 救急自動車：3
- 指令車：1
- 予防査察車：1
- 広報車：1
- 連絡車：2
- 消防連絡車：1

## 沿革
- 1965年4月1日 高萩市消防本部（署）が発足する。
- 1979年4月1日 高萩市と多賀郡十王町の1市1町により高萩市・十王町事務組合消防本部が発足する。高萩市消防署を高萩消防署とし、新たに十王分署を設置する。
- 1984年8月20日 新消防庁舎が完成する。
- 1992年4月1日 十王分署が十王消防署に昇格する。
- 2004年11月1日 多賀郡十王町が日立市に編入されることにともない高萩市・日立市事務組合消防本部となり、管轄域が高萩市と新たな日立市の旧十王町域となる。新たな日立市の旧日立市域は引き続き日立市消防本部が管轄する。
- 2008年
  - 11月1日 高萩市・日立市事務組合消防本部が解散する。
  - 4月1日 高萩市消防本部が発足する。高萩消防署が高萩市消防署となり、十王消防署は日立市消防本部に移管され日立市消防本部北部消防署十王出張所となる。

## 組織
- 本部 - 消防総務課、予防課、警防課
- 消防署

## 消防署
| 消防署       | 住所              |
| ------------ | ----------------- |
| 高萩市消防署 | 東本町3丁目11番地 |